# اولادولا، نیو ساوت ولز
اولادولا (به انگلیسی: Ulladulla) یک شهرک در استرالیا است که در نیو ساوت ولز واقع شده‌است.